# Sérgio Trindade
Sérgio Campos Trindade (Rio de Janeiro, 14 de dezembro de 1940 — Nova Iorque, 18 de março de 2020) foi um engenheiro químico e pesquisador brasileiro, especialista em energias renováveis e consultor em negócios sustentáveis, ganhador do Nobel da Paz de 2007 por então fazer parte do IPCC, órgão que dividiu mencionado prêmio com Al Gore. Era membro do Comitê Científico para Problemas do Ambiente, agência associada à ONU para a Educação, a Ciência e a Cultura (Unesco).
O carioca, formado em química na Universidade Federal do Rio de Janeiro e com doutorado no Instituto de Tecnologia de Massachusetts, morreu aos 79 anos nos Estados Unidos, onde residia há 30 anos, por complicações causadas pela COVID-19. O óbito pela doença foi confirmado pela agência Fundação de Amparo à Pesquisa do Estado de São Paulo (FAPESP).